# Miguel María Lasa
Miguel María Lasa Urquía (nascido em 2 de novembro de 1947) é um ex-ciclista espanhol que correu profissionalmente durante as décadas de 70 e 80 do século XX. Já venceu três etapas do Giro d'Italia e duas do Tour de France. Competiu na estrada individual e no contrarrelógio durante os Jogos Olímpicos da Cidade do México 1968.
É o irmão de José Manuel Lasa.